# Jivarus montanus
Jivarus montanus är en insektsart som beskrevs av Ronderos 1979. Jivarus montanus ingår i släktet Jivarus och familjen gräshoppor. Inga underarter finns listade i Catalogue of Life.